# Чотириста ударів
«Чотириста ударів» (фр. Les Quatre cent coups) — дебютна повнометражна стрічка режисера Франсуа Трюффо. Багато в чому біографічна. Призер Каннського кінофестивалю за найкращу режисуру (1959). На 1 березня 2024 року фільм займав 249-ту позицію у списку 250 кращих фільмів за версією IMDb.

## Сюжет
13-річний Антуан Дуанель (Жан-П'єр Лео) живе з матір'ю і вітчимом у скромному будинку на півночі Парижу. Він зовсім не любить школу і мучить учителя. Він часто прогулює уроки з найкращим другом Рене; одного разу, тиняючись по Парижу, він бачить матір з коханцем. Антуан краще ладнає з вітчимом, ніж з рідною матір'ю, яка ставиться до нього без турботи й ніжності. Щоб якось виправдати прогул уроків, він, анітрохи не вагаючись, говорить учителеві, що його мати померла. Але того ж дня його мати приходить за Антуаном до школи.
Антуан більше не хоче жити з батьками. Він ночує в старій друкарні, що належить дядькові Рене. Мати намагається його задобрити й обіцяє дати йому 1000 франків, якщо він увійде до першої п'ятірки за результатами твору з літератури. У вигляді твору він здає сторінку з бальзаківських «Пошуків абсолюту», і вчитель звинувачує його в плагіаті. Рене запрошує Антуана пожити у себе: це будинок, що наскрізь продувається, де Рене живе з батьком, пристрасним прихильником кінських перегонів, і матір'ю-алкоголічкою. Антуан краде друкарську машинку з кабінету на Єлисейських Полях, де працює його батько. Йому не вдається її продати, і він повертається на роботу до батька, але тут його застає сторож. Вітчим відводить Антуана в комісаріат, звідки він, провівши ніч у дільниці та ще одну у в'язниці, потрапляє до Центру нагляду за неповнолітніми злочинцями. Одного разу він втече звідти на море, якого ніколи раніше не бачив.

## В ролях
| Актор           | Роль                |
| --------------- | ------------------- |
| Жан-П'єр Лео    | Антуан Дуанель      |
| Альбер Ремі     | вітчим Антуана      |
| Клер Мор'є      | мати Антуана        |
| Клод Монсар     | слідчий             |
| Робер Бове      | директор школи      |
| Івонн Клоді     | мадам Біжей         |
| Жорж Фламан     | мосьє Біжей         |
| Гі Декомбль     | класний керівник    |
| Люк Андр'є      | викладач гімнастики |
| Мариу Лоре      | інспектор Канабель  |
| Жак Моно        | комісар поліції     |
| Жанна Моро      | жінка з собачкою    |
| Жан-Клод Бріалі | перехожий           |

## Історія створення
На автобіографічному матеріалі колишній кінокритик воскресив вільний дух кінематографа Жана Віго (1905-34); в одній зі сцен прямо цитується його короткометражка «Нуль з поведінки». Режисер не вимагав від своїх юних акторів завча́ти ролі напам'ять і заохочував до імпровізації. Світове визнання отримала акторська робота 14-річного Жана-П'єра Лео, якого було відібрано серед інших дітей, що претендували на участь у фільмуванні, завдяки зовнішній подібності з режисером.
Свого часу кінодебют Трюффо сприймався як маніфест техніки «камера-перо», що мала на увазі серед іншого свободу від обмежень, що накладаються студійними павільйонами та статичною кінокамерою. Камера Трюффо так і намагається вирватися за межі кадру, вона злітає на рівень даху і виписує немислимі раніше піруети. Масу наслідувань викликав революційний для свого часу фінал, коли головний герой дивиться прямо в камеру і на цьому кадр застигає.

## Визнання
Прем'єра фільму в Каннах несподівано обернулася справжнім тріумфом. Захоплені відгуки про роботу молодого режисера залишили такі майстри світового кіно, як Карл Теодор Дреєр, Луїс Бунюель, Акіра Куросава, Жан Кокто, Анрі-Жорж Клузо, Сатьяджит Рай. Галас навколо фільму обернувся значними касовими зборами. «Нова хвиля» і її новаторська кіномова опинилися в центрі уваги світової громадськості. Серед інших нагород фільм «400 ударів» номінувався на премію «Оскар» за найкращий оригінальний сценарій.
Через півстоліття після прем'єри в Каннах фільм «Чотириста ударів» як і раніше вивчається в усіх кіношколах і належить до найвизначніших фільмів про дитинство.

## Продовження
Лінія життя Антуана Дуанеля була продовжена Трюффо в кінострічках:
- «Антуан і Колетт» (новела кіноальманаху «Кохання у 20 років», 1962);
- «Вкрадені поцілунки» (1968);
- «Сімейне вогнище» (1970);
- «Кохання, що втекло» (1979).